# Torkel Rasmusson
Torkel Rasmusson, född 26 april 1941 i Stockholm, är en svensk musiker som var sångare och låtskrivare i kultförklarade proggbanden Blå Tåget och Stockholm Norra. Han har även givit ut skivor i eget namn och tillsammans med multiinstrumentalisten Kjell Westling. Han är son till Nils Ludvig Rasmusson och bror till Anders och Ludvig Rasmusson.
Rasmusson är främst känd för sin mycket personliga sångstil. Han har också varit verksam som journalist, bland annat på Dagens Nyheters kultursidor, samt författat radiodramatik och poesi.

## Diskografi
- 1977 – Kalla tårar
- 1981 – En svart hatt
- 1984 – Dagar, djur
- 2004 – Slag efter slag
- 2007 – Resan (samlingsskiva med ett tidigare outgivet spår)
- 2009 – Mycel
- 2010 – Inte än
- 2013 – Sånger under natten
- 2019 – Farväl kapten
- 2021 – Var då